# Parada Central
Parada Central é uma das paradas do VLT Carioca, situada no Rio de Janeiro. Faz parte da Linha 2, em ambos os sentidos (Praça XV–Praia Formosa e vice-versa) e é a estação inicial/terminal da Linha 3, que vai até o Aeroporto Santos Dumont.
Foi inaugurada em 20 de outubro de 2017. Localiza-se no rua Senador Pompeu, próxima ao portão 6 da Estação Central do Brasil da SuperVia. Atende a Zona Central da cidade.